# Mikołaj Patrascu
Mikołaj Patrascu (rum. Nicolae Pătraşcu), syn hospodara Wołoszczyzny Michała Walecznego. W latach 1599–1600, podczas wypraw ojca na Siedmiogród i Mołdawię sprawował w jego zastępstwie rządy na Wołoszczyźnie.